# عبدس
عِبدِس بالعبرية עִבְּדִס قرية فلسطينية ساحلية تبعد 43كم شمال شرق مدينة غزة. و13 كم شرق مدينة المجدل، و5كم شرق جولس، و3 كم جنوب السوافير، وترتبط في الأخيرتين بطريقين فرعيتين تتصلان بطريق المجدل – المسمية – القدس الرئيسة المعبدة.
نشأت عِبدِس على أنقاض قرية «حداشة» الكنعانية، في رقعة منبسطة من سهل فلسطين الساحلي، وترتفع قرابة 75م عن سطح البحر. وتضم بعض الآثار، مثل أساسات بيوت قديمة وخزانات مياه وبئر وقطع معمارية. تقع خربة عجَس في الجنوب الغربي منها، ويمر وادي عبدس في الجنوب طرفها الشرقي، ثم يلتقي، بعد أن يتجه شمالاً، بوادي قريقع عند السوافير، ويسير الأخير بعئذ في طريقه إلى وادي الجرف، فوادي صقرير. كانت عِبدس تتألف من مجموعة مساكن مندمجة في شكلها العام، ومبنية من اللبن، وتفصل بينها أزقة ضيقة. وفي السنوات الأخيرة من الانتداب امتدت المساكن في محاور صغيرة تحاذي الطرق الفرعية الثلاث التي تربط عِبدس بطريق المجدل – القدس. أي أن امتداد القرية سار في اتجاهات ثلاثة نحو الشمال والشمال الغربي والغرب، وأصبحت مساحة القرية نحو 18 دونماً.
قامت بها معركة شرسة عام 1948 بين العصابات الصهيونية وسريتين من سرايا الجيش المصري الذي رابط فيها انذاك وذلك حسب الجهاز المركزي للإحصاء الفلسطيني، تقرير 31/12/2003. إلى ان تم تهجير اهلها إلى القطاع.

## جغرافية البلد
عبدس أحد قرى فلسطين التي تم تدميرها في عام 1948 وتم تهجير سكانها إلى قطاع غزة، وتمتاز هذه القرية بخصوبة أراضيها الزراعية، كما تم إنشاء بئر للمياه في هذه القرية قبل الهجرة تماما ولم يتم افتتاح هذا البئر بسبب حرب عام 48، وتقسم عبدس إلى حارتين شرقية وغربية، كما يوجد في عبدس مسجد وكتاب لتعليم القران الكريم.
بما أن قرية عبدس قرية ساحلية فهي أرض سهلية منبسطة صالحة للزراعة، أراضيها طينية استثناء، جنوبها الغربي المتميز بتربته الطينية الرملية، وكذلك الجانب الغربي منها حيث الحدود مع قرية جولس فتتميز أراضيها بالتربة «المتفككة» المعروفة شعبياً بالكركار.
هذا وترتفع القرية عن سطح البحر ما يقارب 75م. يحدها من الشرق وادي عبدس أو ما يـُعرف بالواد الشرقي الفاصل بين أراضيها وأراضي بيت عفا والذي يتجة من الجنوب إلى الشمال حيث يلتقي بواد فريقع في السوافير، ومما يذكر أن القرية بها بركتين تتجمع بهما مياه الأمطار، الأولي" بركة العدسية" الواقعة إلى جولس غرباً" والواقعة على مقربة من مصب واد البركة المتجة من الغرب إلى الشرق... هذا بالإضافة إلى ارتفاع واضح في المنطقة الشمالية الغربية من القرية حيث الكروم ذات الارتفاع الطفيف عن سطح القرية العام
بلغت مساحة الأراضي التابعة لعِبدِس 4,593 دونماً، منها 100 دونم للطرق والأودية، ولم يملك اليهود فيها شيئاً.
بإنتاج الحبوب، كالقمح والشعير والذرة والعدس. كما أن الأهالي قاموا في آخر أيام سكناهم في القرية بغرس الأشجار المثمرة، وحصلوا على إنتاج مرتفع من العنب والمشمش والبرتقال والزيتون وبخاصة في الأراضي الزراعية على مياه المطار التي يبلغ متوسطها السنوي 400مم. وبالرغم من توافر المياه الجوفية في الجهة الغربية من عبدس، كان عدد الآبار قليلاً. وكان الأهالي يحصلون على مياه الشرب من بئر عبدس التي يصل عمقها إلى 55م.
وكانت عبدس تتألف من مجموعة مساكن مندمجة في شكلها العام، ومبنية من اللبن، وتفصل بينها أزقة ضيقة، وفي السنوات الأخيرة من الانتداب امتدت المساكن في محاور صغيرة تحاذي الطرق الفرعية الثلاث التي تربط عبدس بطريق المجدل- القدس. أي أن امتداد القرية سار في إتجاهات ثلاثة نحو الشمال والشمال الغربي والغرب وأصبحت مساحة القرية نحو 18 دونما.

## المدرسة
لقد أهتم بعض سكان قرية عبدس بالعملية التعليمية فأنشؤوا مدرسة يطلقون عليها اسم " الكـُتـَّاب" في الحارة الشرقية قرب البئر مبنياً من الطين " مدرسها الشيخ مصطفي من السوافير الذي كان يعلم عدداً من الطلاب علوم القرآن الكريم والحساب مقابل أجر يتقاضاه من أهل الطالب عبارة عن كمية من الحبوب. وفي رواية أخرى قالت بان المدرس كان الشيخ مصطفي الأطرش والشيخ أحمد العابد من السوافير.
بقي أن نذكر أنه بـُعيد عام 1944 شاركت القرية (عبدس) في مدرسة عراق سويدان الابتدائية التي بناها السكان كمدرسة خاصة في العام 1942 مع بيت عفا، بحيث كان عدد تلاميذ من القري الثلاث 104 في اواخر الأربعينات.

## المواقع الأثرية
في القرية آثار رومانية كثيرة منها مقابر ومغارات وصهاريج وآبار قديمة وفيها ضريحان أحدهما للشيخ سلامة في الجنوب والثاني للشيخ صبرة في الشرق كما أن هناك مقبرة مكونه من عدد قليل من القبور القديمة جداً والتي تعود على ما يعتقد للعهد الروماني أو البيزنطي، والتي عثر عليها السكان أثناء عمليات استصلاح الأراضي زراعياً في العام 1938 تقريباً في شمال غرب القرية والتي كانت أراضي شغف، بحيث عثر السكان على تلك المقابر الأثرية ووجدوا بداخلها هياكل عظمية وجماجم كبيرة نسبياً وغريبة توحي بأن اصحابها كانوا ذوي أجساد ضخمة على ما يبدو وأنهم يعودون لعصور قديمة. كما وجدوا في تلك المقابر على أسرجة «جمع سراج» بهدف إضاءة القبر على صاحبة حسب معتقد أهل المقابر تلك

## عبادسة الجلدية
تقوم قرية الجلدية على موقع قديم بني عليه الصليبيون قلعة جلديا، وكانت قرية الجلدية قائمة في عام 1596، حيث كانت تدفع الضرائب عن عدد من الغلال. ولكن ربما أُخليت في القرن السابع عشر، ولم تـُسكن من جديد إلا في السبعينات من القرن التاسع عشر. وكان في القرية مسجد بني عام 1890 بأمر من السلطان عبد الحميد الثاني 1876-1909م.
وتقع قرية الجلدية إلى الشمال الشرقي من قرية عبدس وتفصلها عنها قريتا السوافير الشرقي والغربي وقرية بيت عفا. وتبعد عن غزة بأكثر من 40 كيلو متر ومساحتهما مقاربة لمساحة عبدس تقريباً. وتحيط بها أراضي صهيل من الشرق والسوافير الشرقي من الغرب وتل الترمس من الشمال وجير من الجنوب. 
ومما يذكره شيوخ قرية عبدس أن السلطات التركية أو البريطانية على ما يبدو آنذاك عملت على رسم الحدود وتسجيل الأراضي ومسحها الأمر الذي حدد ملكية كل شخص في أرضة حسب قسائم المسح والتسجيل بحيث تبني أن سعر أراضي عبدس أغلي وأعلي ثمناً من أراضي الجلدية التي كانت أراضيها معروضة للبيع والتملك بأثمان أقل ومساحات أوسع مما حدا بعدد من «عبادسة عبدس» لاختيار شراء أو مسح وتسجيل حصصهم في قرية الجلدية التي كانت أراضيها أراضي جفلك كانت مملوكة للسلطان عبد الحميد.